# فرانسيسكو ريبا (لاعب كرة قدم)
فرانسيسكو ريبا (بالإيطالية: Francesco Ripa)‏ هو لاعب كرة قدم إيطالي في مركز حراسة المرمى، ولد في 7 أبريل 1974 في Porto San Giorgio ‏ في إيطاليا. شارك مع منتخب إيطاليا تحت 21 سنة لكرة القدم. أما مع النوادي، فقد لعب مع نادي بيروجيا ونادي بيزا ونادي رافينا ونادي كاربي.